# Scambiatore saldobrasato
Lo scambiatore saldobrasato è uno scambiatore di calore a piastre nel quale le piastre sono saldate tra loro. Come per tutti gli scambiatori di calore a piastre, si tratta di una macchina termica impiegata nel trasferimento di energia termica (calore) tra due fluidi (fluidi termovettori), che lambiscono le superfici opposte delle piastre nel pacco di scambio.
Il trasferimento termico serve a riscaldare o raffreddare fluidi utilizzati in processi industriali, ad esempio per provvedere alla termoregolazione e al raffreddamento di macchinari e apparecchiature quali motori endotermici, circuiti di lubrificazione e compressori, o ancora per sfruttare il calore di scarto prodotto in numerosi processi produttivi, con notevoli benefici in termini di riduzione dei consumi e di efficienza energetica. Si tratta in questo caso di applicazioni di recupero di calore, che non viene dissipato nell'ambiente ma può essere reimpiegato per diverse finalità, ad esempio riscaldamento di acqua ad uso sanitario, riscaldamento e pre-riscaldamento di fluidi di processo, o ancora riscaldamento o raffrescamento di ambienti e locali senza consumo di energia primaria.

## Vantaggi operativi
La saldatura del pacco piastre di scambio negli scambiatori di calore saldobrasati consente di impiegare questi scambiatori per applicazioni con intervalli di temperatura e pressioni di esercizio elevati, compresi tra -200 e 300 °C e per pressioni da condizioni di vuoto ‘full vacuum’ fino a +50 bar, o addirittura più elevate (100 bar) con esecuzioni particolari.
Questo tipo di scambiatori di calore è inoltre caratterizzato da dimensioni estremamente ridotte, che lo rende adatto a installazioni di media e piccola potenza in spazi ristretti, offrendo una costruzione robusta, dall'elevata flessibilità e affidabilità. 
L'assenza di guarnizioni, proprio in virtù della saldobrasatura, elimina altresì il rischio di perdite di fluidi, riducendo gli interventi di manutenzione necessari nei normali scambiatori di calore a piastre al fine di verificare lo stato delle guarnizioni nei pacchi di scambio e per la eventuale sostituzione.
Il coefficiente di sporcamente (fouling) di questi scambiatori è contenuto, in quanto la velocità e la turbolenza dei fluidi all'interno delle piastre, contribuisce a mantenerne pulite le superfici di scambio.

## Materiali costruttivi
Gli scambiatori di calore saldobrasati disponibili sul mercato offrono diverse opzioni costruttive per quanto concerne la scelta dei materiali delle piastre di scambio termico e dei materiali di saldobrasatura. La scelta dei materiali viene fatta in considerazione delle condizioni di lavoro e dei fluidi da termoregolare con cui lo scambiatore lavorerà, e che possono essere più o meno aggressivi comportando differenti coefficienti di corrosione, ma anche con riguardo ai livelli di temperatura e pressione a cui lo scambiatore sarà sottoposto.
I materiali più diffusi per le piastre sono:
- Acciaio Inox AISI 316
- Avesta 254 SMO (speciale acciaio inox austenitico impiegato per applicazioni speciali, ad esempio con esposizione ad acqua di mare che richiede superiore resistenza alla corrosione da cloruri)

I materiali impiegati per la brasatura sono:
- Rame
- Nichel

## Tipologia della connessione
La varietà delle connessioni disponibili, che devono garantire la tenuta ottimale dei raccordi fluidodinamici e quindi il corretto funzionamento dello scambiatore, rappresenta un fattore determinante per adattare la macchina termica agli standard di connessione adottati nei diversi settori industriali di possibile utilizzo.
Il tipo di connessioni in genere offerto è pertanto molto vario, con versioni filettate gas maschio o femmina, flangiate in modalità DIN, SAE, ANSI, con filettatura rotalock o con tenuta ogiva, o infine direttamente a saldare sulle tubature stesse degli impianti. Oltre a personalizzazioni speciali per soddisfare ulteriori esigenze di connessione.
Il livello di personalizzazione costruttivo su questo tipo di scambiatori è un fattore essenziale anche a livello del disegno della circuitazione interna e delle strutture di supporto e fissaggio, fondamentale per consentire l'installazione più rispondente alle caratteristiche dell'impianto industriale di destinazione.

## Mercati di utilizzo
Gli scambiatori di calore saldobrasati trovano impiego in una grande varietà di mercati e applicazioni, dal residenziale fino alle installazioni industriali. Sono largamente diffusi impieghi in gruppi frigoriferi, caldaie murali e sottostazioni di teleriscaldamento, pompe di calore, per applicazioni legate soprattutto a condensazione ed evaporazione di gas frigorigeni, riscaldamento domestico, condizionamento e produzione di acqua calda sanitaria. Le applicazioni industriali di scambiatori di calore saldobrasati spaziano invece dagli impianti di pastorizzazione nel settore alimentare al settore delle macchine utensili e dei sistemi di lubrificazione nel raffreddamento dell'olio idraulico, impianti di power generation e di cogenerazione ORC.